# União Congregacional da Austrália
A União Congregacional da Austrália foi uma denominação Congregacional australiana.
Em 1977, duzentas e sessenta de suas congregações se uniram à Igreja Metodista da Australasia e à Igreja Presbiteriana da Australia para formarem a Igreja Unida na Austrália.
Quarenta congregações remanescentes, as quais não aderiram à fusão, formaram a Fraternidade das Igrejas Congregacionais da Austrália. Contudo, em 1995, algumas dessas congregações, por assumiram um posicionamento ecumênico, deixaram a Fraternidade para formarem a Federação Congregacional da Austrália.